# アーネスト・ギビンズ
アーネスト・ギビンズ（Ernest Givins 1964年9月3日-）はフロリダ州セントピーターズバーグ出身の元アメリカンフットボール選手。

## 経歴
高校では野球をしていた。
ルイビル大学から1986年のNFLドラフト2巡目にヒューストン・オイラーズに指名されて入団した。NFLで10シーズンプレイし、1990年、1992年にはプロボウルに選出されていれる。プロ生活の大部分をオイラーズで過ごしカーティス・ダンカン、ヘイウッド・ジェフリーズ、ドリュー・ヒルと共にウォーレン・ムーンのパスターゲットとしてオイラーズのランアンドシュートオフェンスを支えた。
1986年のルーキーシーズンにはNFL史上9人目の新人で1000ヤード以上をレシーブで稼いだ選手となった。
1987年にはチームトップの53回のレシーブで6TDをあげた。
1989年9月24日のバッファロー・ビルズ戦ではサイドライン付近の敵陣18ヤードでボールを受け取った彼は2ヤード地点でビルズのコーナーバック、ネイト・オドムスのタックルを避けるためにオドムスを飛び越えてタッチダウンをあげた。このプレーはNFLフィルムズによってリーグの100ベストタッチダウンの1つにランクインしている。
1994年までオイラーズでプレーした彼はチーム記録となるパスレシーブ542回、レシーブ獲得ヤード7,935ヤードの成績を残している。
彼のタッチダウンセレブレーション（Touchdown celebration）は"electric slide"と呼ばれて知られた。2006年にウォーレン・ムーンがアフリカ系アメリカ人QBとして初めてプロフットボール殿堂入りを果たしカントンで行われたセレモニーでスピーチする際に流されたハイライトフィルムではムーンからギビンズへのタッチダウンパスが最初に映し出された。
彼はセントピーターズバーグのセミプロのヘッドコーチをした後、現在は地元の高校でオフェンスコーディネーターを務めている。
麻薬撲滅、エイズ啓発キャンペーンも行っており週に3,4校を訪問してスピーチを行っている。